# Міллер (Південна Дакота)
Міллер (англ. Miller) — місто (англ. city) в США, в окрузі Генд штату Південна Дакота. Населення — 1349 осіб (2020).

## Географія
Міллер розташований за координатами 44°31′14″ пн. ш. 98°59′13″ зх. д. / 44.52056° пн. ш. 98.98694° зх. д. (44.520469, -98.986887).  За даними Бюро перепису населення США в 2010 році місто мало площу 2,55 км², уся площа — суходіл.

## Демографія
Згідно з переписом 2010 року, у місті мешкало 1489 осіб у 724 домогосподарствах у складі 396 родин. Густота населення становила 584 особи/км².  Було 839 помешкань (329/км²).
Расовий склад населення:
| - 97,8 % — білих - 0,5 % — корінних американців - 0,2 % — чорних або афроамериканців - 0,1 % — азіатів |

До двох чи більше рас належало 1,1 %. Частка іспаномовних становила 0,6 % від усіх жителів.
За віковим діапазоном населення розподілялося таким чином: 18,9 % — особи молодші 18 років, 47,9 % — особи у віці 18—64 років, 33,2 % — особи у віці 65 років та старші. Медіана віку мешканця становила 51,2 року. На 100 осіб жіночої статі у місті припадало 85,0 чоловіків;  на 100 жінок у віці від 18 років та старших — 82,2 чоловіків також старших 18 років.
Середній дохід на одне домашнє господарство  становив 54 969 доларів США (медіана — 41 193), а середній дохід на одну сім'ю — 70 428 доларів (медіана — 62 500). Медіана доходів становила 42 629 доларів для чоловіків та 30 658 доларів для жінок. За межею бідності перебувало 9,3 % осіб, у тому числі 13,3 % дітей у віці до 18 років та 10,7 % осіб у віці 65 років та старших.
Цивільне працевлаштоване населення становило 795 осіб. Основні галузі зайнятості: освіта, охорона здоров'я та соціальна допомога — 22,6 %, сільське господарство, лісництво, риболовля — 14,7 %, роздрібна торгівля — 14,3 %.